# 八高線
八高線（はちこうせん）は、東京都八王子市の八王子駅から群馬県高崎市の倉賀野駅までを結ぶ、東日本旅客鉄道（JR東日本）の鉄道路線（地方交通線）である。なお、運転系統上は倉賀野駅から高崎線に乗り入れて高崎駅を（実質的な）起終点としている。八高線の名前の由来は八王子の八と高崎の高である。
旅客案内で使用されるラインカラーは八王子駅 - 高麗川駅間ではグレー（■）、高麗川駅 - 高崎駅間ではメタリックブラウン（■）であるが、高麗川以南の電化区間の電車には橙色とウグイス色（■■）の帯が巻かれている。
全線が旅客営業規則の定める大都市近郊区間の「東京近郊区間」、およびIC乗車カード「Suica」の首都圏エリアに含まれている。なお東京近郊区間であるものの、東京都を走るJR路線で唯一の地方交通線で、電車特定区間の対象外路線であり、運賃は地方交通線の運賃が適用されている。

## 概要
東京都多摩地域南西部の八王子市から北上し、埼玉県の西部および北西部を経由して群馬県南部の高崎市を結ぶ路線である。関東山地東麓を経由して全長92.0kmを結ぶ。全線単線であり、沿線には昭島市や福生市、飯能市、大里郡寄居町、藤岡市といった都市が存在する。開業時は1か所だけトンネルがあったが、2024年現在は全線に渡ってトンネルは一切なく、これは地下トンネルや海底トンネルを含むトンネルが1つもないJRの在来線では路線単位で最長である。
東京都内のJR線では最後まで非電化のまま残されていたが、1996年（平成8年）3月16日に埼玉県日高市の高麗川駅より南側が電化された。その際に運転系統は高麗川駅を境にして南北で完全に分断され、高麗川駅以南の列車は川越線との直通運転を行うようになった。そのため便宜的に、高麗川駅以南の電化区間については八高南線、高麗川駅以北の非電化区間については八高北線といった表現を用いることがあるが、ともに実際の旅客案内では使用されない。なお、1934年（昭和9年）の全線開通前は区間こそ異なるものの八高南線・八高北線ともに正式な路線名として用いられていた（歴史節を参照）。高麗川駅以北の区間は埼玉県内では唯一、かつ群馬県内ではわたらせ渓谷鉄道線とともに数少ない非電化区間となっている。
また、沿線17市町で構成し、JR東日本などへの要望活動や八高線の利用促進を行う団体名は一部区間の電化後の2019年現在も「八高線電車化促進期成同盟会」（事務局は埼玉県比企郡ときがわ町）であり、全線電化を働き掛けている。

## 路線データ
- 路線距離（営業キロ）：92.0km[1]
- 管轄（事業種別）：東日本旅客鉄道（第一種鉄道事業者）
- 軌間：1,067mm[1]
- 駅数：23（起終点駅含む）
  - 八高線所属駅に限定する場合、中央本線所属の八王子駅、青梅線所属の拝島駅、高崎線所属の倉賀野駅[5]の3駅が除外され、20駅となる。
- 交換可能駅：越生駅・竹沢駅・折原駅・用土駅・松久駅・丹荘駅・北藤岡駅を除く各駅
- 複線区間：北藤岡駅 - 倉賀野駅間（高崎線との共用区間）
- 電化区間：八王子駅 - 高麗川駅間、北藤岡駅 - 倉賀野駅間（直流1,500V）
  - 北藤岡駅 - 倉賀野駅間は高崎線との共用区間だが当線の列車は気動車で運転
- 最大勾配：20‰
- 閉塞方式
  - 特殊自動閉塞式（軌道回路検知式）：八王子駅 - 群馬藤岡駅間
  - 自動閉塞式（特殊）：群馬藤岡駅 - 北藤岡駅間
  - 自動閉塞式：北藤岡駅 - 倉賀野駅間
- 保安装置：ATS-P
- 最高速度：85km/h（高崎線共用区間を除く）
- 運転指令所
  - 八王子指令室：八王子駅 - 高麗川駅間
  - 高崎総合指令室：高麗川駅 - 北藤岡駅間
    - 運転取扱駅（駅が信号を制御）：八王子駅・拝島駅
    - 準運転取扱駅（入換時は駅が信号を制御）：毛呂駅・寄居駅・群馬藤岡駅
- 大都市近郊区間：全線（東京近郊区間）
- IC乗車カード対応区間：全線（Suica首都圏エリア）

八王子駅 - 高麗川駅間は八王子支社、毛呂駅 - 倉賀野駅間は高崎支社の管轄であり、高麗川駅 - 毛呂駅間（八王子駅から約33.5km）に支社境界がある。

## 歴史

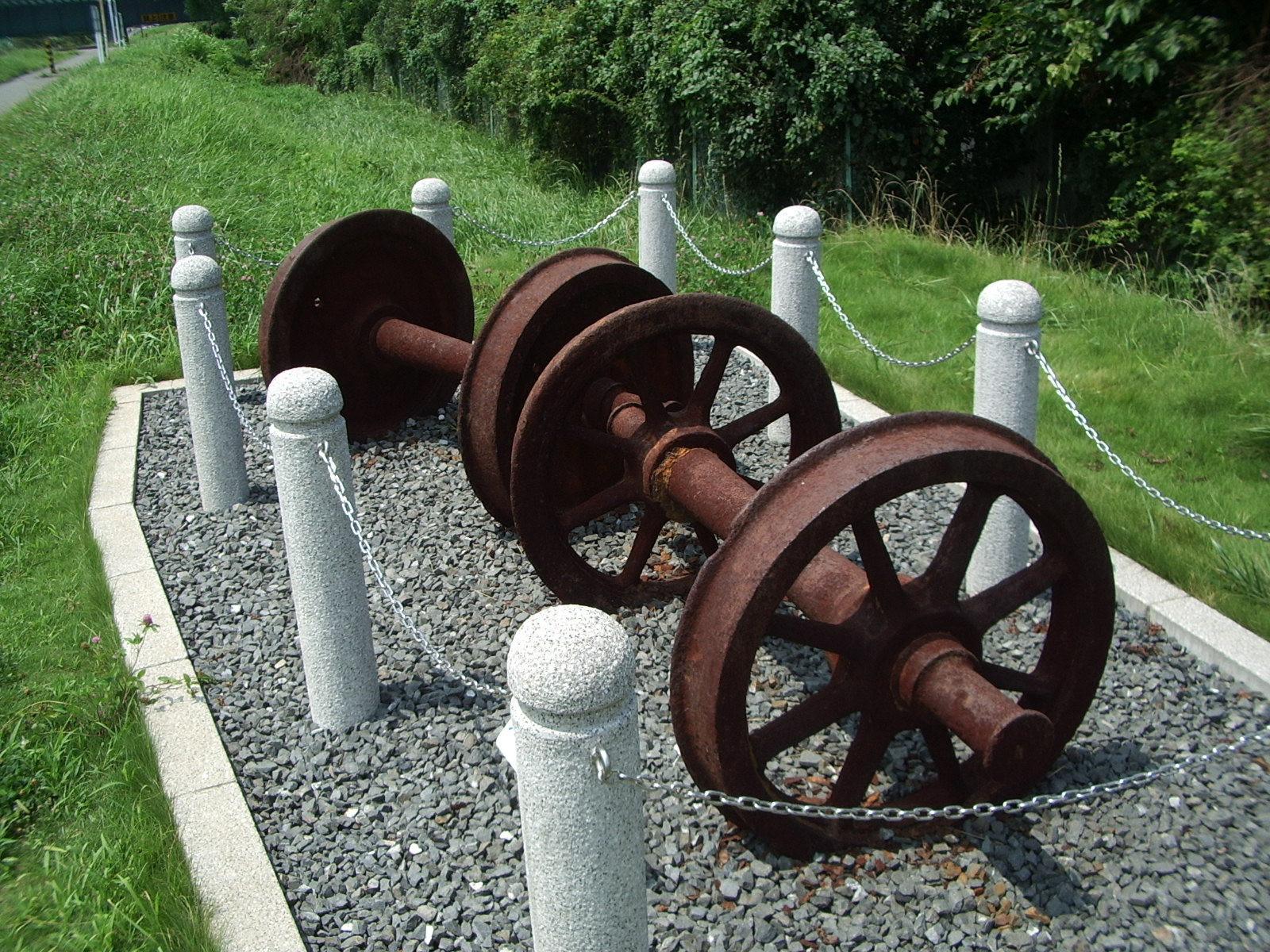
1945年八高線列車正面衝突事故の事故車車輪。2001年に多摩川橋梁付近の川底から発見された。

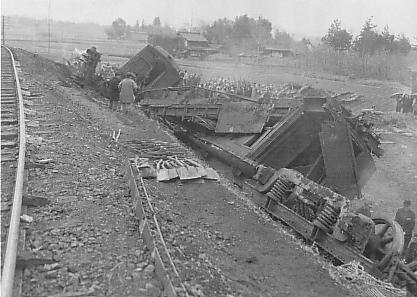
1947年八高線列車脱線転覆事故（東飯能駅 - 高麗川駅間）

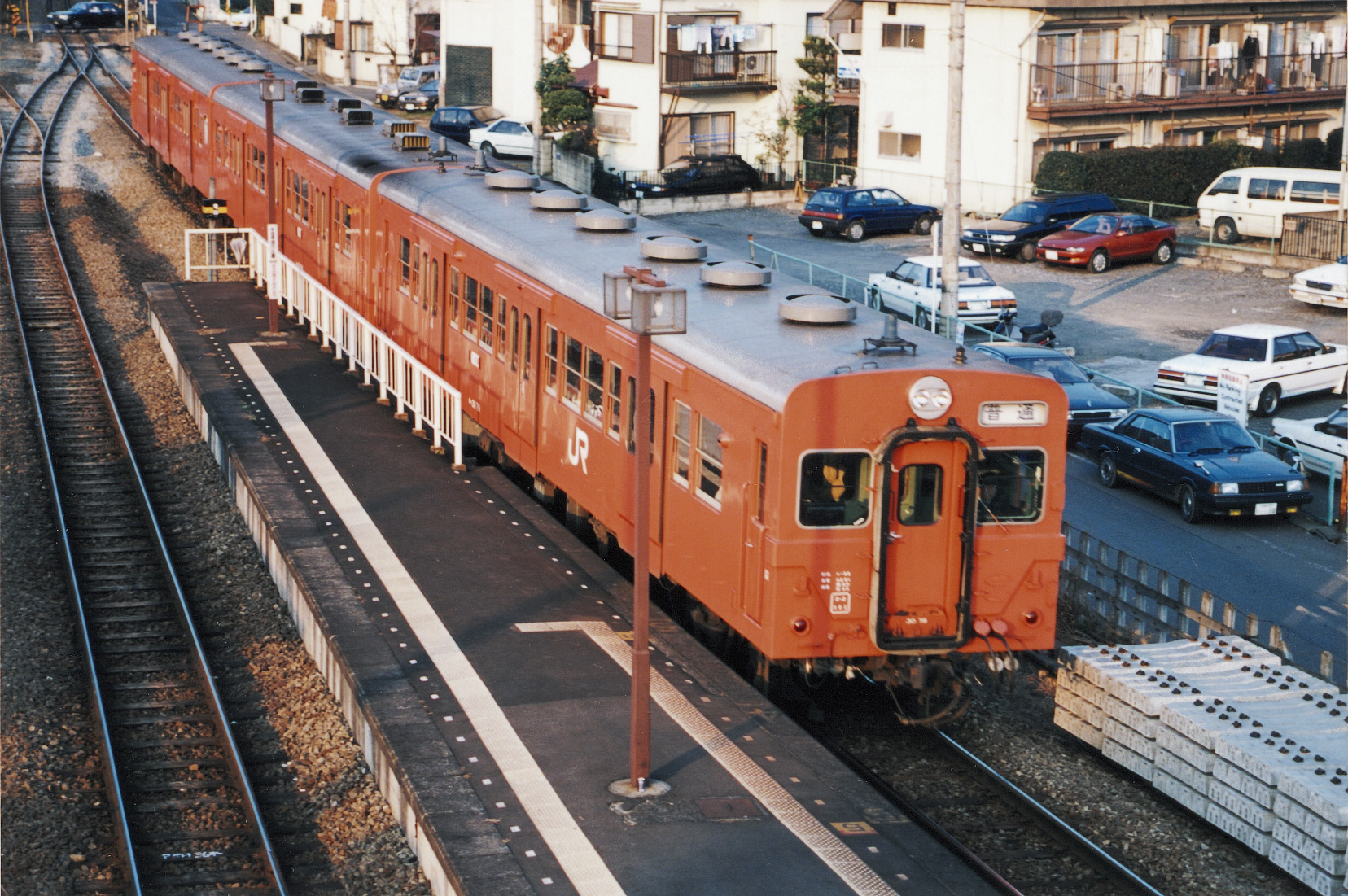
八王子駅 - 高麗川駅間電化前のキハ35形列車（東福生駅）

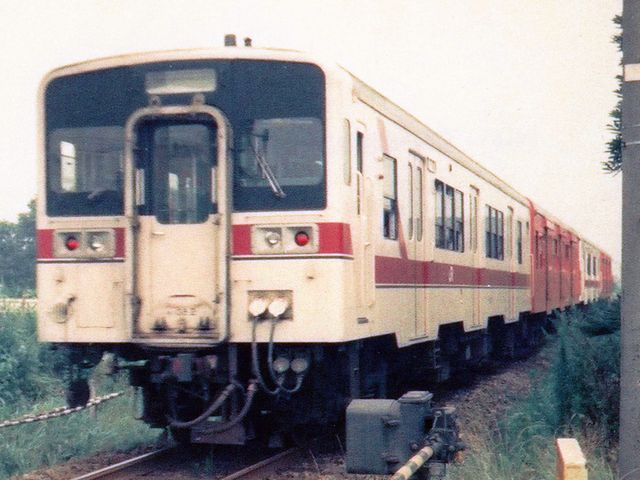
八高線色時代のキハ38形

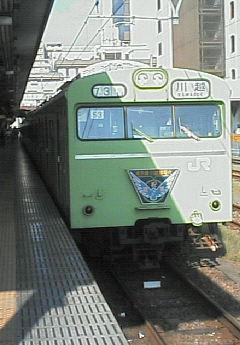
川越線電化20周年号（2005年10月 八王子駅）

改正鉄道敷設法別表第51号に予定線として「東京府八王子ヨリ埼玉県飯能ヲ経テ群馬県高崎ニ至ル鉄道」と掲げられていた。なお、寄居と高崎の間は私鉄の東上鉄道も建設構想を持っていたが（「東武東上本線#歴史」参照）、鉄道省が八高線を直轄事業として取り上げたことから、東上鉄道の後身の東武鉄道は高崎以遠も含め、建設を断念した。
八高北線と八高南線として両端から着工し、1934年の全線開通と共に両線を合わせて八高線となった。

### 八高南線
- 1931年（昭和6年）12月10日：八高南線 八王子駅 - 東飯能駅間 (25.6km) が開業[7]。小宮駅・拝島駅・東福生駅・箱根ケ崎駅・金子駅・東飯能駅が開業。
- 1933年（昭和8年）4月15日：東飯能駅 - 越生駅間 (14.0km) が延伸開業[8]。高麗川駅・毛呂駅・越生駅が開業。
- 1934年（昭和9年）3月24日：越生駅 - 小川町駅間 (13.2km) が延伸開業[9]。明覚駅・小川町駅が開業。

### 八高北線
- 1931年（昭和6年）7月1日：八高北線 倉賀野駅 - 児玉駅間 (16.1km) が開業[10]。群馬藤岡駅・丹荘駅・児玉駅が開業。倉賀野駅 - 群馬藤岡駅間に小野信号場が新設。
  - 小野信号場は高崎線上に八高線との分岐点として新設されたもので、小野信号場 - 倉賀野駅間 (3.5km) は高崎線と重複である。後に分岐点付近の八高線上に北藤岡駅が新設され、小野信号場は同駅構内に統合された。
- 1933年（昭和8年）1月25日：児玉駅 - 寄居駅間 (12.0km) が延伸開業[11]。松久駅・用土駅・寄居駅が開業。

### 八高線
- 1934年（昭和9年）10月6日：小川町駅 - 寄居駅間 (11.1km)が延伸開業[12]して全通[13]。八高南線を改称して八高北線を編入し八王子駅 - 倉賀野駅間を八高線とする[14]。竹沢駅・折原駅が開業。
- 1945年（昭和20年）8月24日：小宮駅 - 拝島駅間の多摩川橋梁上で上下の列車が正面衝突する事故が発生（八高線列車正面衝突事故）、少なくとも105名が死亡。
- 1947年（昭和22年）
  - 2月25日：東飯能駅 - 高麗川駅間で下り列車が過速度により脱線・転覆（八高線列車脱線転覆事故）、184名が死亡。
  - 7月14日 ：米軍横田基地所属のA-26攻撃機が八高線多摩川鉄橋を通過中の列車の上に墜落し、1両が鉄橋から河原に落下、4名が死亡した（詳細は、「日本におけるアメリカ軍機事故の一覧」を参照）。
  - 9月15日：カスリーン台風による豪雨で各地に被害。群馬藤岡駅 - 丹荘駅間、児玉駅 - 用土で道床流失、高麗川駅 - 毛呂駅間で土砂崩壊など被害多数[15]。
- 1952年（昭和27年）7月：東飯能駅 - 茅ケ崎駅間（相模線直通）で特別列車「うしお号」運行開始。夏季休業期間中の日曜日のみ1往復運行。東飯能発7時2分、茅ヶ崎発19時28分。運賃は中学生団体140円、小学生団体90円、30人以上の団体は大人252円・小人126円[16]。
- 1954年（昭和29年）7月11日：この日より「うしお号」増発[16]。
- 1957年（昭和32年）4月10日：旅客列車の一部を気動車化[17]。
- 1958年（昭和33年）11月20日：全旅客列車が気動車化[18]。
- 1959年（昭和34年）6月10日：北八王子駅が開業。
- 1961年（昭和36年）2月21日：北藤岡駅が開業し、小野信号場は同駅に統合されて廃止。
- 1976年（昭和51年）11月18日：八王子駅 - 北八王子駅間で高校生94人を補導。高校の通学生が一般乗客を排除して車両を貸切状態にし、喫煙を繰り返していたことによる対応[19]。
- 1985年（昭和60年）2月27日：八王子駅 - 高麗川駅間がCTC化[20]。
- 1987年（昭和62年）4月1日：国鉄分割民営化により東日本旅客鉄道が継承。日本貨物鉄道（JR貨物）が全線の第二種鉄道事業者となる。
- 1993年（平成5年）3月18日：寄居駅 - 高崎駅間でキハ110系の営業運転開始。
- 1994年（平成6年）4月21日：八王子駅 - 高麗川駅間の電化工事の起工式[21][22]。
- 1996年（平成8年）
  - 3月15日：キハ30形・キハ35形・キハ38形の運転終了。
  - 3月16日：八王子駅 - 高麗川駅間が電化[23][24][25]。毛呂駅 - 北藤岡駅間がCTC化[26]。
    - 103系、201系および209系3000番台営業運転開始。
    - 高麗川駅 - 高崎駅間は全列車がキハ110系化[25]。同区間でワンマン運転を開始[27]。
    - 高麗川駅を境に南北運転系統分離、川越線川越駅まで（一部が南古谷駅始発）直通運転開始、一部列車が青梅線・中央線へ直通運転を開始[24]。
    - この電化開業により、東京都内の鉄道路線から気動車による定期旅客列車が消滅した。これは、当時は鉄道路線がなかった沖縄県を除くと、神奈川県（相模線が最後）に続いて2番目である。
- 2003年（平成15年）11月10日：205系3000番台営業運転開始。
- 2005年（平成17年）
  - 3月31日：日本貨物鉄道の第二種鉄道事業（全線）が廃止。
  - 4月17日：209系3100番台が営業運転開始。
  - 9月5日：平日の東京行き2本に女性専用車両が導入。
  - 10月2日：103系3000番台で川越線電化20周年号が運転。
  - 10月12日：103系3000番台の営業運転終了。
- 2007年（平成19年）
  - 3月16日：この日の運行を最後に東京行の女性専用車両が廃止。
  - 3月18日：中央線からの直通列車よりE233系運転開始。
- 2011年（平成23年）3月：東京電力の計画停電の期間中、非電化区間を含む全線で運休。
- 2014年（平成26年）10月18日：全線開通80周年を記念して、「八高線全通80周年記念号」が八王子駅 - 高崎駅間で運転される。
- 2015年（平成27年）3月28日：拝島駅（八王子行き）ホームにて、昇降式ホーム柵使用開始[28]。
- 2016年（平成28年）12月4日：青梅・五日市線 東京圏輸送管理システム (ATOS)の導入に伴い、拝島駅にてATOS放送・電光掲示板を稼働。ただし、導入路線ではないため、運行管理機能はなし。
- 2019年（令和元年）
  - 10月18日：令和元年東日本台風（台風19号）などの影響で神流川橋梁で河川増水による橋脚変位が発見されたため寄居駅 - 北藤岡駅間は運休しバスによる代替輸送、高麗川駅 - 寄居駅間および北藤岡駅 - 高崎駅間は列車を減便して運転[29]。
  - 11月27日：令和元年東日本台風の影響で運休していた寄居駅 - 北藤岡駅間で運転を再開し、全線で運転再開[30]。
- 2020年（令和2年）4月9日 - 新型コロナウイルス緊急事態宣言発令を受け、車内換気向上のため、八王子駅 - 川越駅間でドアの自動扱いを開始[31]。
- 2022年（令和4年）3月12日 - ダイヤ改正により運行形態を変更。
  - 八王子駅 - 高麗川駅 - 川越駅間（一部南古谷始発）でワンマン運転を開始し、それに伴い中央線への直通運転を終了[32]。半自動ドア扱いを再開。
  - 高麗川駅 - 高崎駅間のワンマン列車における後乗り前降りを廃止。
- 2025年（令和7年）3月15日：高麗川駅 - 高崎駅間の全ての列車が2両編成のワンマン運転となる[33]。
- 2025年度下期：高麗川駅 - 高崎駅間でHB-E220系運転開始[34]
- 2026年（令和8年）7月1日（予定）：支社制から事業本部制への再編に伴い、八王子支社管内の八王子駅 - 高麗川駅間を八王子事業本部、高崎支社管内のうち毛呂駅 - 丹荘駅間を熊谷事業本部、群馬藤岡駅 - 倉賀野駅間を群馬事業本部の管轄とする[35]。

### 将来の計画
箱根ケ崎駅 - 金子駅間に、主に中央本線用の車両基地を設置する計画があり、用地買収が進められている。この車両入出庫のため、拝島駅 - 箱根ケ崎駅間で複線化の計画もあり、買収された用地がフェンスで覆われている。しかし車両基地が必要になる根拠となった中央線の三鷹駅 - 立川駅間の複々線化が進行していない。そしてJR東日本八王子支社は2010年に拝島駅 - 箱根ケ崎駅間の複線化を当面の間着手しないことを発表するが、沿線自治体の西多摩郡瑞穂町は沿線開発を進めることを理由に計画凍結解除および事業着手を求めている。
また瑞穂町栗原土地区画整理組合設立準備会では前述の車両基地に隣接した箱根ケ崎駅 - 金子駅間に新駅を設置するよう働きかけた。それにより2008年3月の瑞穂町定例議会において、新駅設置に向けた調査予算が可決、6月27日に瑞穂町は、同区間の新駅基本計画策定業務をジェイアール東日本コンサルタンツ（渋谷区）に委託し、同年度内にまとめたい方針としていた。しかし新駅設置の見通しは立たず、また瑞穂町の人口動態が2018年時点で既に減少局面に入っていること、および瑞穂町栗原地区の近隣で、圏央道青梅インターチェンジのある青梅市今井地区において物流系の土地区画整理事業の具体化が発表されたことから、瑞穂町栗原土地区画整理組合設立準備会は2018年11月27日による委員会にて、新駅を前提とした住宅主体の街づくりから、住宅を含む産業を主体とした街づくりに方向転換する決議を行った。
東福生駅 - 箱根ケ崎駅間の都営瑞穂アパートで建替えを行った時に、新駅設置のための駅前広場用地の用意がされた。
埼玉県では「埼玉県議会八高線・川越沿線活性化議員連盟」が、沿線自治体では「八高線八王子・高麗川間複線化促進協議会」と「八高線電車化促進期成同盟会」が結成され、JR東日本に対して八王子駅 - 高麗川駅間複線化の要望活動を行っている。ただ、東京都が八高線複線化の収支採算性と費用便益比（B/C）の分析を行った結果、「累積資金収支黒字転換年が41年以上又は累積資金収支が黒字に転換しない」かつ「B/Cが1.0未満」になったとしている。
非電化区間沿線では、本数増加と複線電化、八王子までの直通運転復活を望む声がある。また北藤岡駅は高崎線と近接しているにもかかわらず高崎線の方に駅がなく、乗り換えるには倉賀野駅まで行かなければならないため、高崎線側にホームと駅舎を移設し接続駅とする構想がある。
それ以外ではSL列車運転、高麗川における川越線との列車接続時間の短縮、埼玉医科大学国際医療センター（日高市）付近への駅設置、各駅からの「駅からハイキング」充実、「TRAIN SUITE 四季島」などの八高線経由での運行、金子駅西口改札開設などが望まれている。
これら以外にも、小宮駅 - 拝島駅間、拝島駅 - 東福生駅間、金子駅 - 東飯能駅間の新駅設置について地元からの要望がある。
神奈川県からは、リニア中央新幹線が乗り入れる橋本駅を広域交通ネットワークの拠点としたいとの意向から、横浜線との直通運転の要望があるが、JR側は直通することで八高線・横浜線の運行体系を大幅に変更する必要があることを理由に、消極的な姿勢を見せている。

## 運行形態

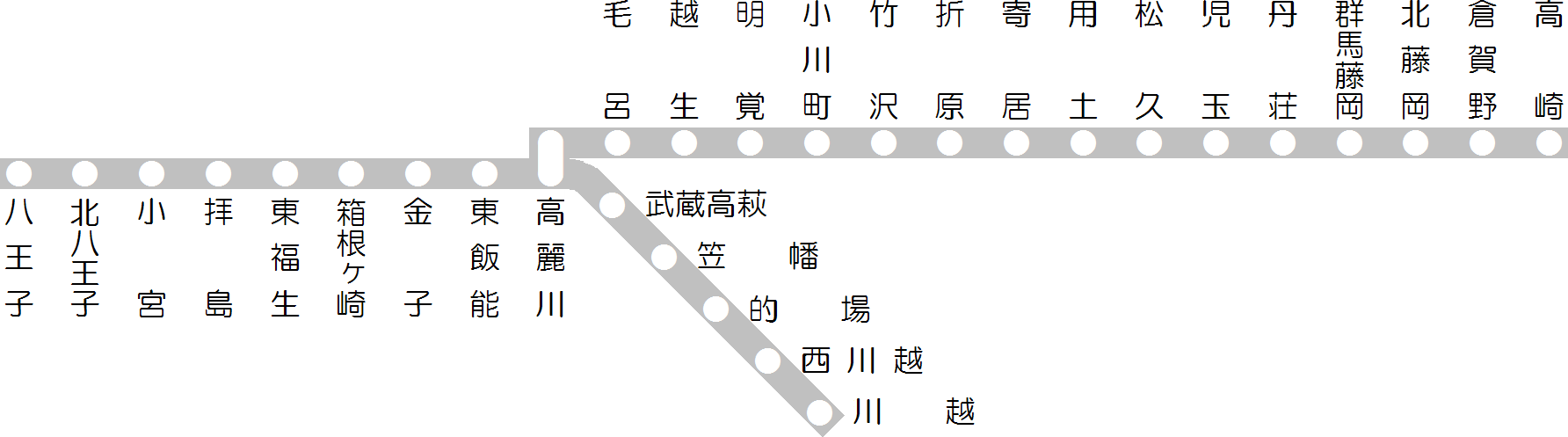
乗り入れ先の川越線（高麗川駅 - 川越駅間）を含めた路線図

前述の通り、電化区間（八王子駅 - 高麗川駅間）と非電化区間（高麗川駅 - 高崎駅間）で運行系統が分離されているが、高麗川駅で接続を行う列車も存在する。全線の全列車が各駅に停車する。
電化区間・非電化区間ともに全ての列車でワンマン運転が行われており、車内で運賃の収受を行わない「都市型ワンマン」で、各車両の全ての扉から乗り降りができる。

### 八王子駅 - 高麗川駅間
電化区間であるこの区間は、川越線高麗川駅 - 川越駅間と一体的に運転されており、大半の列車は八王子駅 - 川越駅間で直通運転している。昼間の運転間隔はほぼ30分である。八高線や川越線内でダイヤの乱れが生じた場合は直通運転を中止して高麗川駅での折り返し運転が実施される。以前は直通先の川越線が約20分間隔（埼京線に間隔を合わせるため）で運転されていたため運転間隔が合わず、一部の列車は高麗川駅で折り返しや長時間停車を行っていた。2015年3月14日のダイヤ改正で昼間の川越線高麗川駅 - 川越駅間が減便により八高線と同じ30分間隔となったことで高麗川駅における停車時間が短縮され、川越方面と東飯能・拝島方面を移動する場合の所要時間が均一化された。
列車番号の末尾は全て「E」であるが、川越線内は川越方面行きが「八高線内の番号-1」+H、八王子方面行きが「八高線内の番号+1」+Hとなっている。

#### 過去の運行形態
電化前の乗り入れ列車
川越線が電化される前は、川越線から高麗川駅 - 東飯能駅間の一駅区間のみ乗り入れる列車が大宮駅 - 高麗川駅 - 東飯能駅間に複数設定されていた。
青梅線・中央線との直通運転
1996年の電化時から、川越線川越駅から当線・青梅線を経由して立川駅までの間に直通列車が運行されていたが、1999年に廃止されている。
2022年3月11日まで、平日朝上り2本と夕方下り2本、土曜・休日朝上り1本と夕方下り1本が、拝島駅から青梅線経由で中央線との直通運転を行い、東京駅まで直通していた。東京駅 - 拝島駅間は10両編成であるが、拝島駅で五日市線武蔵五日市駅発着列車の連結・切り離しを行い、分割対応編成（H編成）の4両側が当線に、6両側が五日市線に直通した。2008年3月15日のダイヤ改正で、平日夕方に直通箱根ケ崎行き1本が増便された。これにより下りの直通列車も上りと同じ2本となった。
2005年9月5日から2007年3月16日まで、朝の上り列車で東京寄りの先頭に女性専用車が連結されていたが、翌18日より、車両編成の変更により、八高線内の女性専用車の運転は終了した。
2022年3月12日のダイヤ改正により八高線がワンマン運転を開始したことに伴い、中央線との直通運転は廃止された。

### 高麗川駅 - 高崎駅間
線路名称上は倉賀野駅が終点となっているが、物理的な線路は北藤岡駅から150メートルほど倉賀野駅寄りのところ（旧小野信号場）で高崎線の線路に合流している。八高線の列車はこの地点から高崎線の線路に乗り入れ、全列車が倉賀野駅を途中駅として高崎駅まで運行する。この区間のダイヤには、平日と土休日の区別はなく、すべての日が同一のダイヤで運行される。車両は横2+1座席配列のキハ110・111・112形気動車が2両で使用される（車両については「使用車両」節も参照）。
一部の列車は高麗川駅 - 小川町駅間、児玉駅 - 高崎駅間で運行されるほか、朝と夜には小川町駅 - 高崎駅間の列車も運行されている。おおむね1時間に1 - 2本程度の運行であるが、小川町駅 - 児玉駅間を中心に運転間隔が2時間以上開くこともある。

### 過去の優等列車
当路線は元々、東海道本線方面と上越線方面の軍事輸送を都心から迂回する目的で建設された。また、生糸生産地の群馬県と海外輸出港である横浜港とを結ぶいわゆる「絹の道」の近代化や、既に幹線として輸送量があった高崎線のバイパスとしての役割が期待されるなど、どちらかといえば貨物輸送メインの路線であった。
このことから、東武東上線や越生線、西武池袋線・西武秩父線、秩父鉄道線などの観光客が多い路線との接続があるにもかかわらず、当路線を主な目的地とした優等列車は設定されていない。ただし、例外的に準急行列車が増発された1960年代に上越線水上駅方面へのバイパス列車として新宿駅 - 水上駅間を運行する「奥利根」（後に「みくに」と改称）が運行されたことがある。詳細は、「水上 (列車)」を参照。
- 1961年10月1日：準急「奥利根」が新宿駅 - 水上駅間（八高線経由）で運転開始。
  - 八高線内の停車駅は、八王子駅 - 拝島駅 - 東飯能駅 - 高麗川駅 - 越生駅（新宿行きのみ停車）- 小川町駅 - 寄居駅 - 群馬藤岡駅 - 高崎駅
- 1964年10月1日：準急「奥利根」が「みくに」に改称。
- 1965年9月26日：準急「みくに」が廃止。

## 使用車両
現在は高麗川駅を境に、電化区間の八王子側は電車、非電化区間の高崎側は電化されている北藤岡駅 - 高崎駅間の高崎線共用・乗入れ区間を含めて気動車による運転となっているが、八高線電化前は全線で気動車が運用されていた。ここでは電車と気動車に分けて記載する。

### 電車
電化区間である八王子駅 - 高麗川駅間は、全て片側4扉の通勤形電車4両編成での運転である。

#### 八王子駅 - 高麗川駅 - 川越駅間の電車
川越車両センター所属で、扉の半自動化などの対策を施された寒冷地仕様の車両が使用されている。現行のステンレス車両は車体に橙色とウグイス色（■■）の帯を巻いている。八王子駅 - 高麗川駅間では夏と冬の期間限定で主に列車交換時や長時間停車時を中心にドアの開閉を半自動式（ボタン操作で開閉）としていたが、2006年12月1日からは通年で半自動扱いとなった。

##### 現在の使用車両
E231系3000番台
205系と209系3000番台の老朽取替用として2017年から2019年までの間に4両編成×6本が投入され、2018年2月19日に営業運転が開始された。中央・総武緩行線からの転用改造車である。
209系3500番台
205系と209系3000番台の老朽取替用として2018年に4両編成×5本が投入され、同年5月7日に営業運転が開始された。同じく中央・総武緩行線からの転用改造車である。

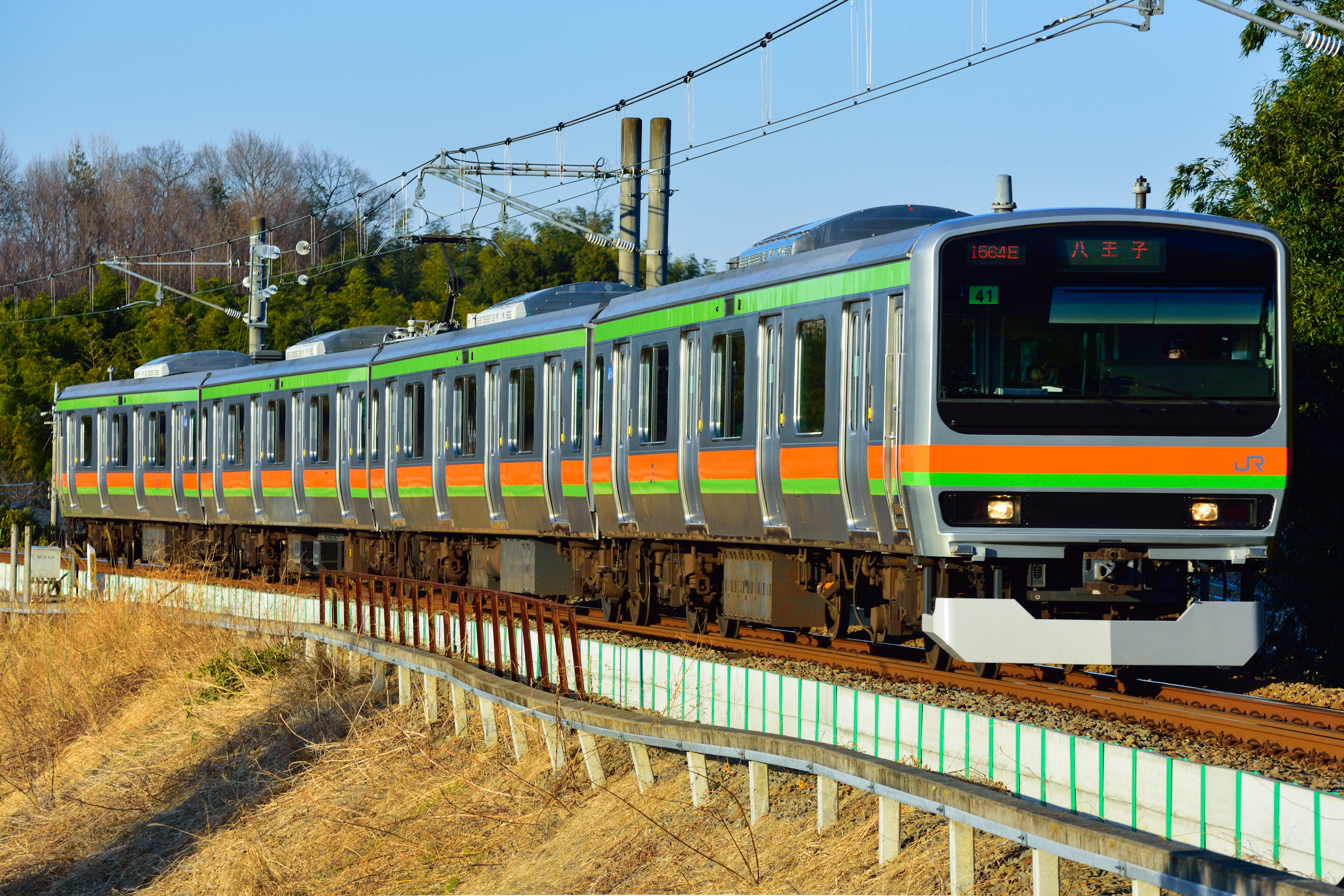
E231系3000番台（2018年3月2日）
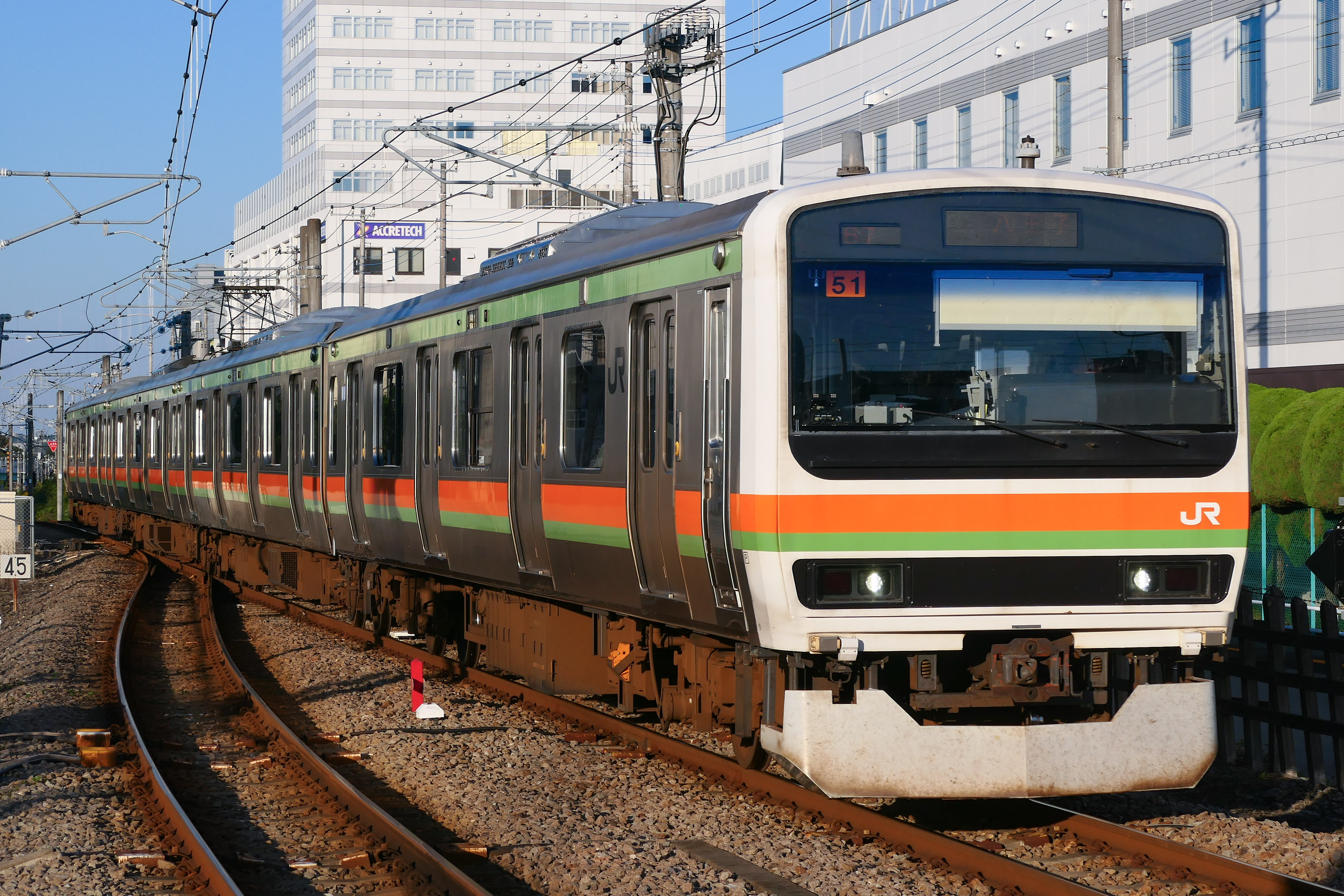
209系3500番台（2024年11月3日）

##### 過去の使用車両
103系の塗色はウグイス色一色。ただし、車両不足などにより他区の違う色の103系を借入したこともある。
103系3000番台
1985年の川越線電化の際に投入されたもので、4両編成×5本が在籍していた。仙石線で用いられたモハ72形・クハ79形アコモデーション改良車の下回りを103系のものに更新した車両。ハエ53編成による2005年10月2日の「川越線電化20周年号」と同月12日の車両故障による臨時運用をもって営業運転を終了した。
103系3500番台
209系3000番台と同様、1995年度末の八高線八王子駅 - 高麗川駅間の電化完成にともなう増備車。4両編成×1本が在籍していた。京葉線と京浜東北線で使用されていた車両を改造した車両。2005年3月で運用を終え、翌月付で廃車となった。
205系3000番台
103系の老朽取替え用として2005年に4両編成×5本が投入された。20両全てが山手線からの転用改造車。先頭車は全て中間車サハ205からの改造。2018年7月15日にて運用を終了した。
209系3000番台
1996年の八高線八王子駅 - 高麗川駅間の電化完成に伴う増備車として、4両編成×4本が製造された。八高線電化に向けて新造された電車としては歴代唯一。2019年2月27日にて運用を終了した。
209系3100番台
103系の老朽取り替え用として2005年に4両編成×2本が投入された。このうちハエ71編成の中間車2両以外は東京臨海高速鉄道で6両編成の10両化にともなって余剰となった70-000形を買い取り、改造したものである。2019年10月に一度撤退したが、2019年12月から再び運用されている。2021年12月25日に運用を離脱し、2022年1月9日の特別運行をもって運行を終了した。

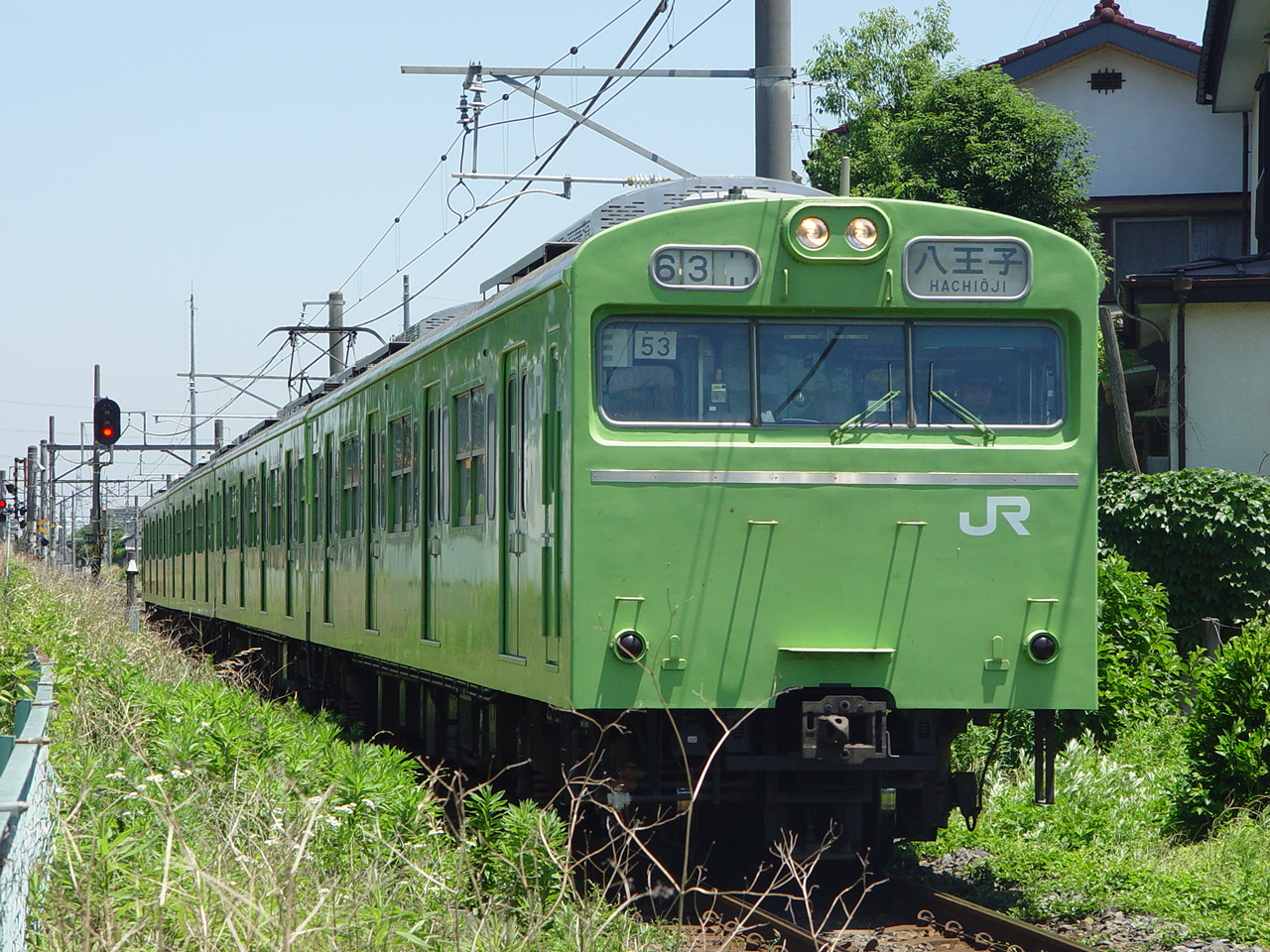
103系3000番台（2004年6月5日）
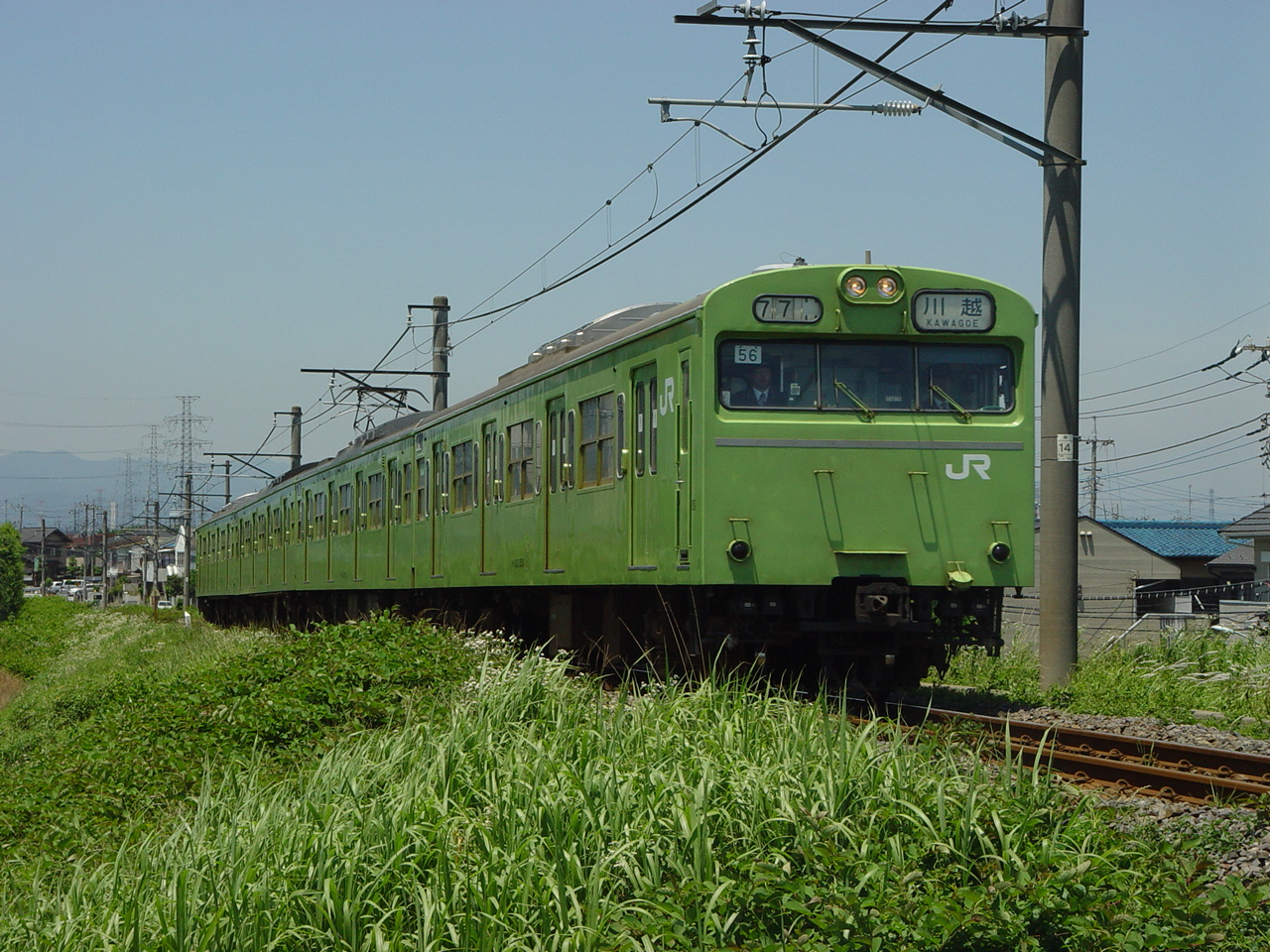
103系3500番台（2004年6月5日）
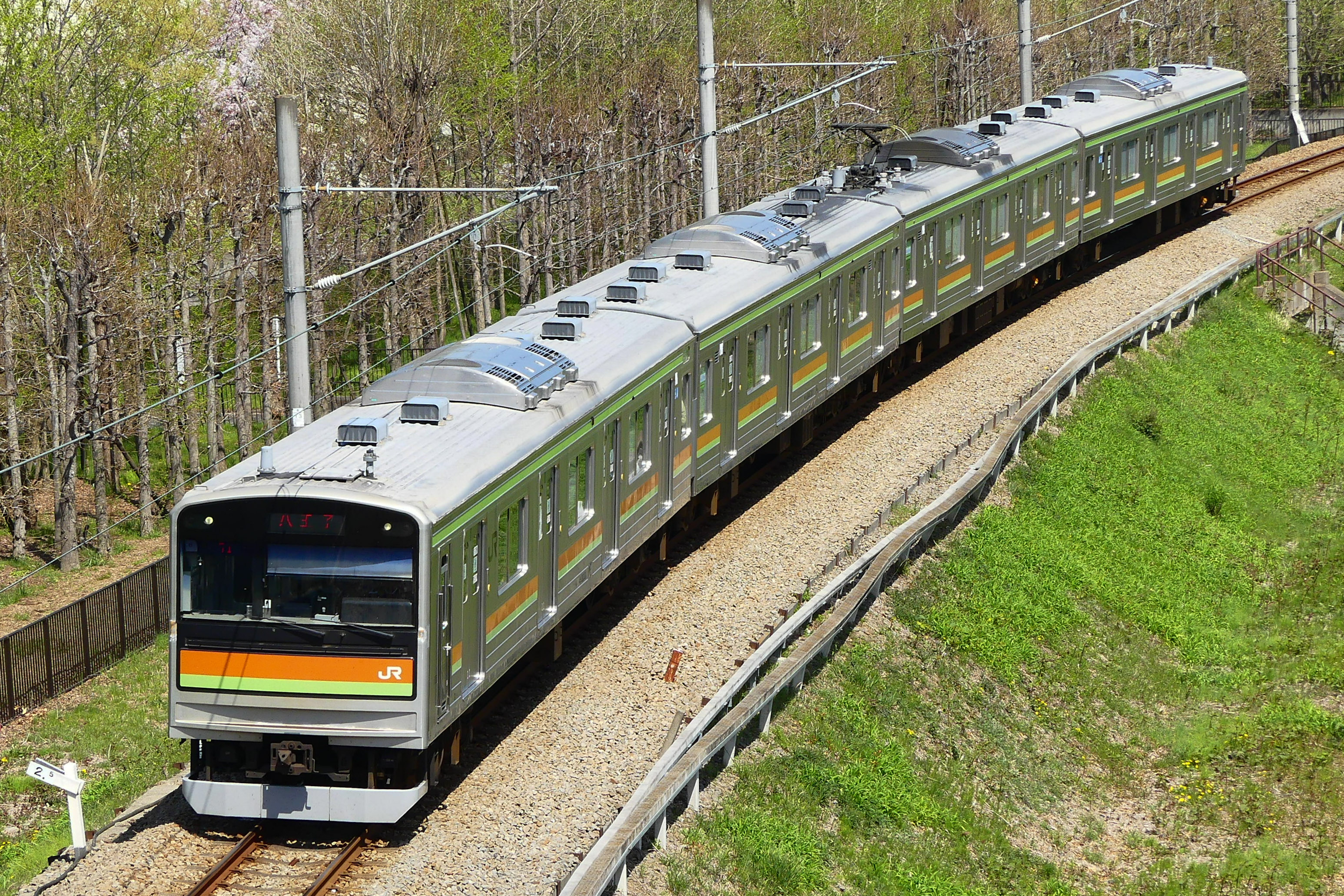
205系3000番台（2017年4月16日）
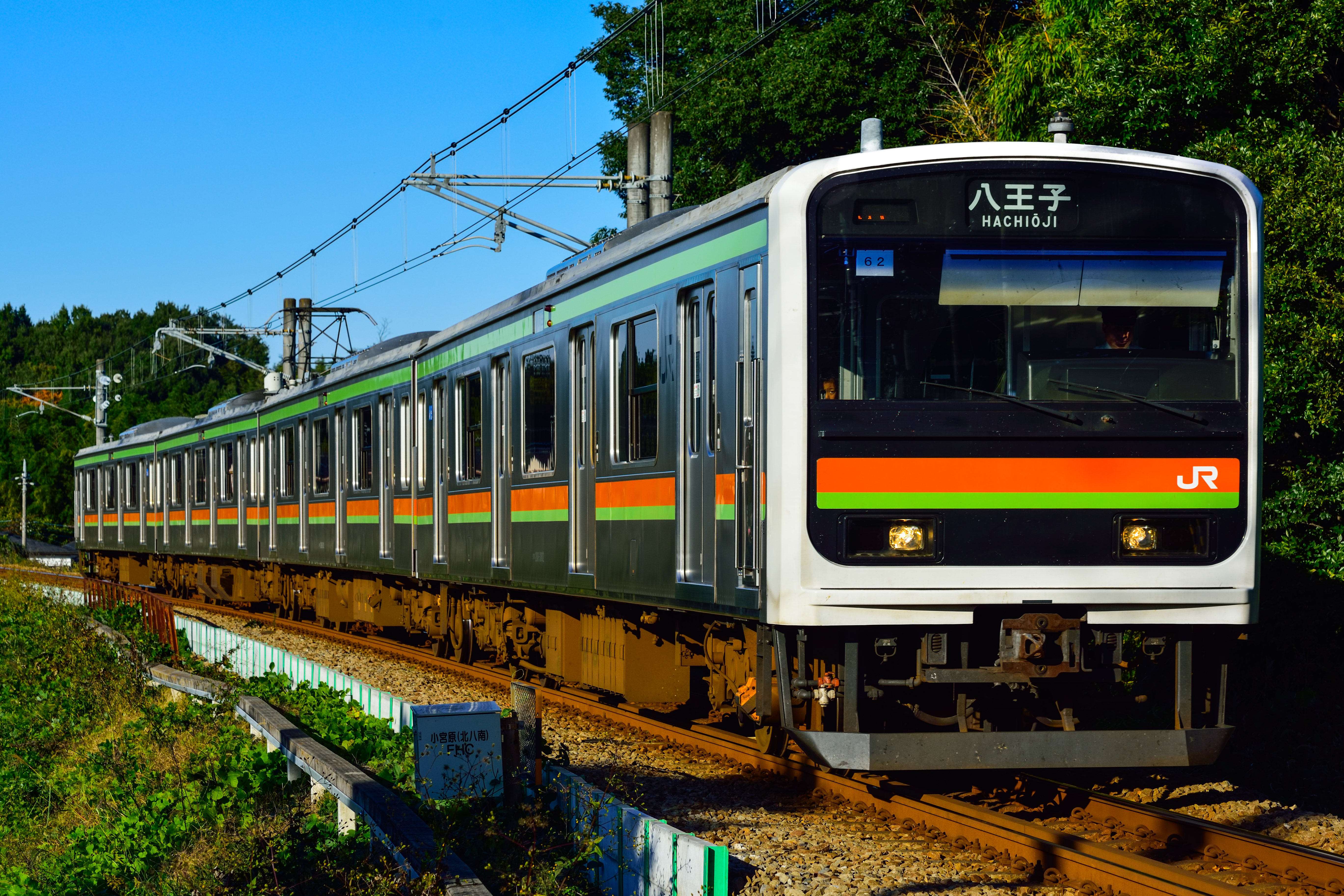
209系3000番台（2017年10月30日）
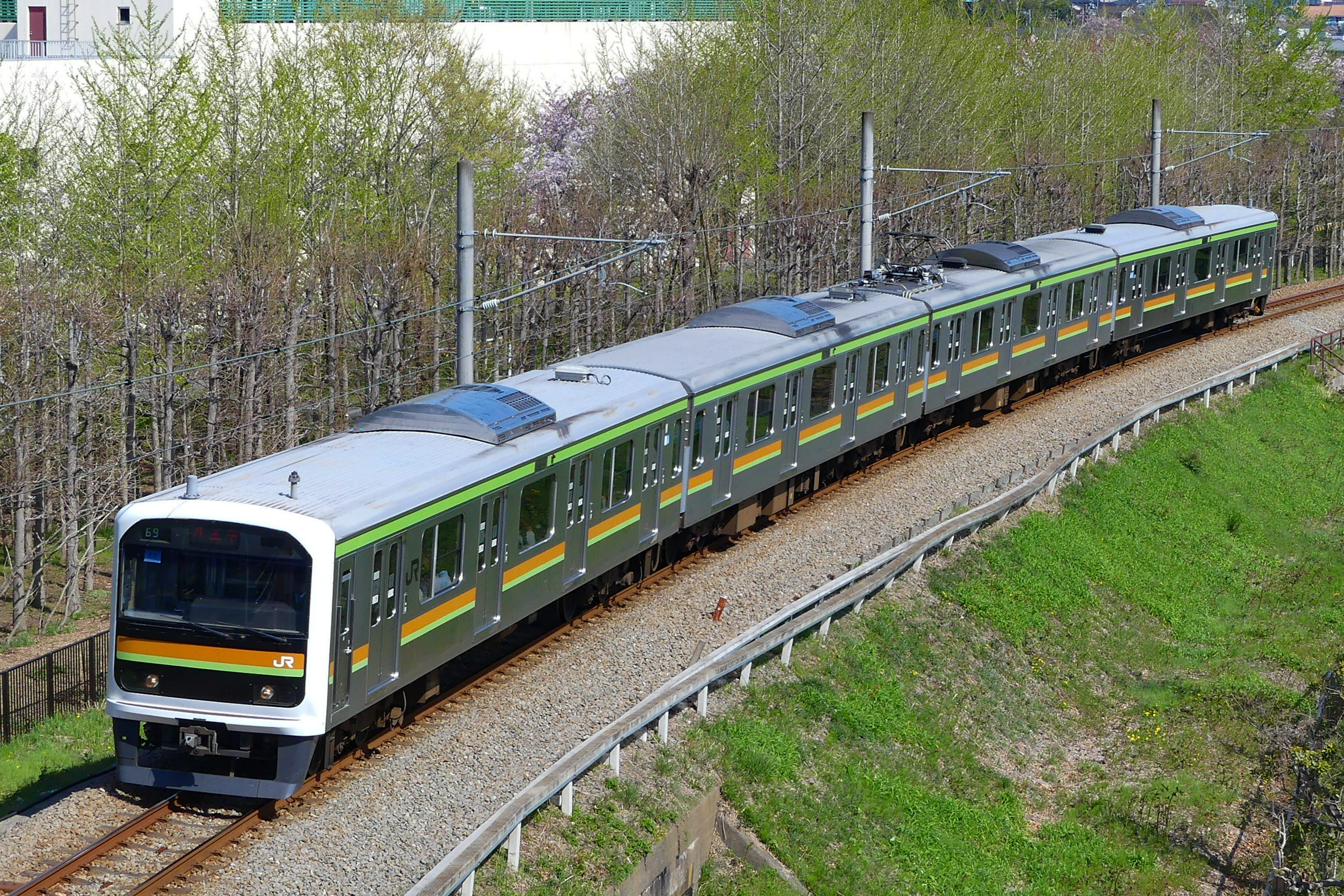
209系3100番台（2017年4月16日）

#### 青梅線・中央線直通電車

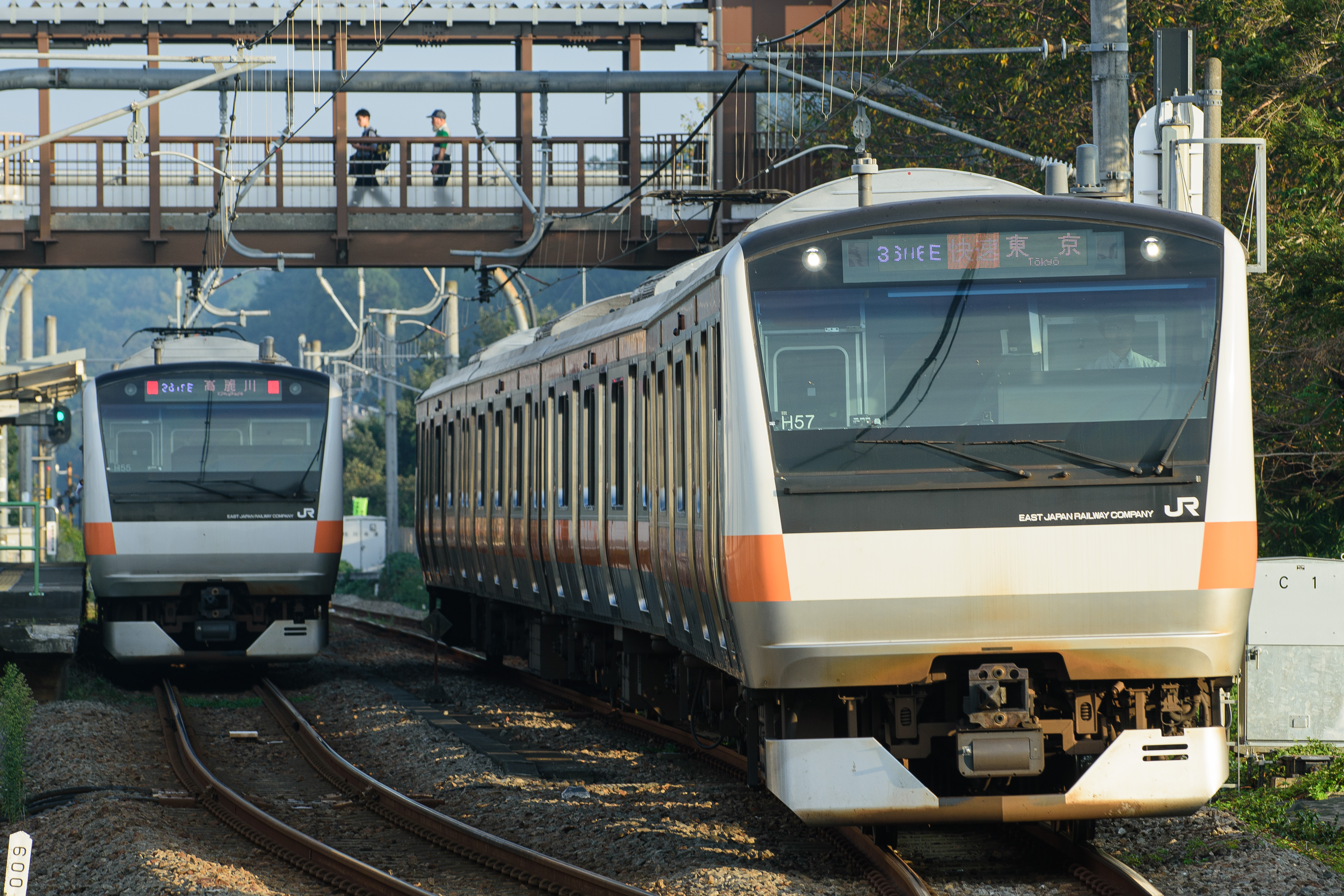
金子駅で交換するE233系0番台
（2019年9月）

豊田車両センター所属の車両が使用されていた。中央線快速のラインカラーであるオレンジバーミリオン（■）が車体に使われていた。
E233系0番台
2007年3月17日夜から運用に入った。青梅線・中央線直通のほか、運用の関係で早朝と深夜のみ拝島駅 - 箱根ケ崎駅・高麗川駅間の列車にも使用された。
2008年3月のダイヤ改正までは201系が乗り入れていた。一時期は川越線乗り入れ運用にも就いていたことがある。
なお、2022年3月12日のダイヤ改正により、八高線の全線ワンマン化に伴い、中央線との直通電車は運行を終了し、E233系0番台は八高線から撤退した。

### 気動車

#### 現在の使用車両
- キハ110系200番台

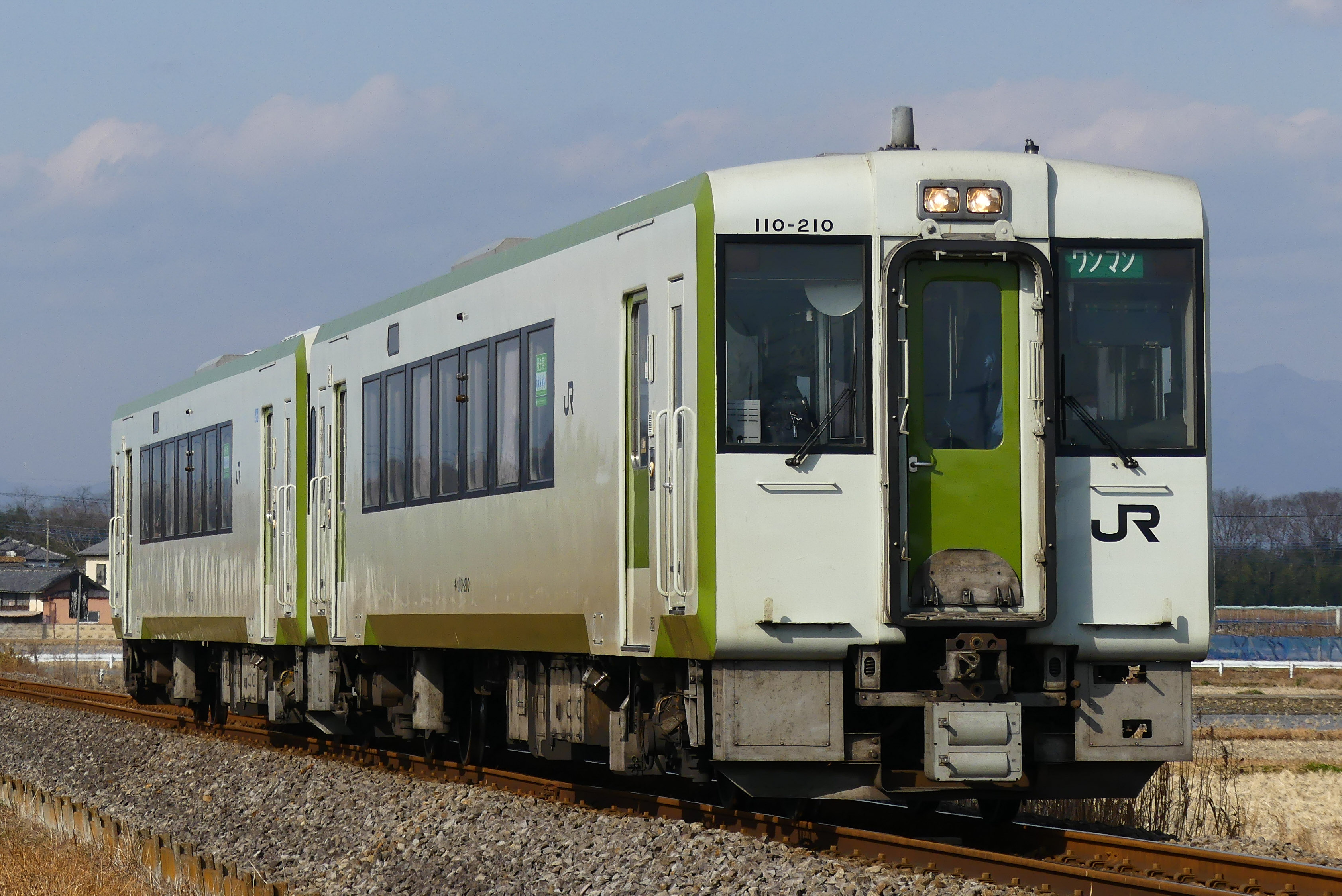
キハ110系200番台
（群馬藤岡駅 - 丹荘駅 2019年1月）

非電化区間の高麗川駅 - 高崎駅間の列車にはぐんま車両センター所属の20メートル級・片側2扉・デッキなしの気動車キハ110系200番台が2両編成で使用されている。
種別は前面表示器、行先は側面表示器に表示される。側面表示は導入当初は字幕式であったが、後に全車がLED式に変更され、漢字とローマ字で終着駅名を交互に表示する。
車両は、トイレ付き両運転台車のキハ110形200番台9両に加え、トイレ付き片運転台車のキハ111形200番台と、トイレなし片運転台車のキハ112形200番台が2両ユニットになったもの6本（12両）の2種類がある。キハ111形200番台とキハ112形200番台は2両ユニットで使用されることが多いが、必ずしも編成が固定されているわけではなく、単独で110形200番台と連結して使用されることもある。ただしダイヤごとの組み合わせは決まっている。
後述のHB-E220系導入により順次廃車となる予定。

#### 導入予定の車両
- HB-E220系：2025年度下期より2両編成8本の計16両が導入される予定[34]。ディーゼルハイブリッドシステムを搭載。座席は従来のセミクロスシートからロングシートとなり、片側のドアは2か所から3か所に増える。定員はキハ110系の121名から103名に減少する[58]。

#### 過去の使用車両
JR移行後
- キハ30・キハ35形
- キハ38形
- キハ40形
- キハ45形

八王子駅 - 高麗川駅間が電化される前は、八王子駅 - 高崎駅間の全線で気動車が運用されていた。国鉄時代はキハ17形・キハ20形・キハ36形も運用に入ったことがある。JR移行後はキハ30・キハ35形、キハ38形、キハ40形、キハ45形が使用されたが、キハ40形、キハ45形は1991年までに転出し、1993年にはキハ110系が寄居駅・児玉駅 - 高崎駅間の区間列車に投入された。その後、1996年の八王子駅 - 高麗川駅間電化にともない、高麗川駅 - 高崎駅間を運行する旅客列車はキハ110系に統一された。

## 沿線概況

### 八王子駅 - 高麗川駅間
中央本線上りホームの反対側1番線から八王子駅を発車すると、右手に横浜線が分岐し京王線を跨ぐ。左へカーブし中央本線から分かれ、浅川を渡り、国道16号（八王子バイパス）を跨いで勾配を上っていく。国道20号（甲州街道）を潜って、周辺に巨大な倉庫や工場の林立する北八王子駅に到着する。北八王子駅を発車すると勾配を下り、中央自動車道を潜ると間もなく小宮駅に到着し、勾配を下りながら1945年に八高線列車正面衝突事故のあった多摩川橋梁にかかる。多摩川両岸に向き合う東京都下水道局の二つの下水処理場を右手に見ながら鉄橋を渡ってしばらく直線に進むと青梅線を跨ぎ、青梅電留線、米軍横田基地線、保線基地などを大きく抱き込む形で左にカーブし、右手から西武拝島線が寄り添ってきて拝島駅に到着する。
拝島駅を出るとすぐ国道16号の武蔵野橋を、五日市線、青梅線とともに潜り、両線を左に分けながら住宅街の間の緩い勾配を直線で上り、東福生駅に到着。東福生駅 - 箱根ケ崎駅間の路線は横田基地拡張にともない一部が付け替えられたが、基地西部の住宅地区は両脇を柵に囲まれる形で縦断しており、基地内道路との交差箇所（連合軍第三踏切）も存在する。基地内を出て右に並行していた国道16号が、瑞穂バイパスとなり下を潜って左に分かれていくと、コンクリート壁の間を抜ける。この部分は滑走路からすぐの延長線上にあり、非電化時代は「横田トンネル」が設けられていた部分である。これは昔、航空機からの部品落下などが時折あったためだが、航空機の安全性向上もあり、電化の際に架線を張る障害になるためトンネル上部が取り払われた。新青梅街道を跨いですぐに、箱根ケ崎駅に到着。箱根ケ崎駅は拝島方面からの折り返し列車もある。以前は待避線もあったが撤去された。
箱根ケ崎駅を出ると、かつては本線の右側を複線のように貨物線が並走していた。撤去された現在は草に覆れ面影が乏しい。ゆるい登り勾配を進むと、瑞穂バイパスの跨線橋をくぐる。ここで、八王子駅から当線の左右を並行して走ってきた国道16号と一旦別れ、川越市までは、当線と川越線とは全く別ルートを走る。埼玉県入間市に入り、狭山茶の茶畑の中を走り標高158メートルの八高線最高地点を通過。掘割された圏央道を跨いで、緩い勾配を下ると八高線最高所駅の金子駅に到着する。金子駅からは加治丘陵を峠もなく20‰の急勾配で駆け下りる。この坂はかつて蒸気機関車が走っていた頃には「金子坂」と呼ばれていて、坂を登る機関車の写真スポットとなっていたようだ。参考までに地元では、この坂の脇の道路を長沢峠といい、金子坂は新久から仏子への丘陵を越える市道幹27号線の通称に用いられている。飯能市に入り左にカーブすると、右手に駿河台大学が見えてくる。そして高い築堤と橋梁で入間川を渡る。複線の西武池袋線の上を越える手前で築堤から高架になる。元々は入間川橋梁から築堤で高さをキープして単線の池袋線を橋で跨いでいたが、池袋線の複線区間延長のため橋を付け替えることが必要になり、元の築堤の左側に高架を造り付け替えた。緩やかな左カーブを抜けると高架が終わり、住宅街の中を進むとやがて右にカーブする。すると、左側から飯能駅を経由しない短絡線の予定地であったスペースと、飯能駅でスイッチバックし単線になった同線が急カーブで寄り添ってきて東飯能駅に着く。同線がすぐまた左急カーブで離れ、国道299号の跨線橋を潜り、鹿山峠を20‰の急勾配で登って駆け下りる。林地を抜け、左急カーブのすぐ右手に本線の変電所が見えるが、ここが1947年の八高線列車脱線転覆事故の現場であり、すぐに川越線との分岐点である高麗川駅に到着する。

### 高麗川駅 - 倉賀野駅間
高麗川から川越線が当線から右手に分かれてゆくが、川越線との間に約45度の角度で分かれる線路がかつてあった。それは太平洋セメント埼玉工場への専用線で、2009年7月当時は踏切部分で分断され、車止めが立っていたり、レールが残されていたりしていた。地元、日高市に跡地が買収されてポッポ道と呼ばれる遊歩道として完成し、一部にレール・警報機・遮断機が残されている。その廃線跡を眺めながら、八高線はそのまま北上する。高麗川を渡り、しばらくすると左手に埼玉医科大学と同病院の白い大きな建物が見えると、毛呂駅である。入間郡毛呂山町の市街地を抜け、間もなく右から東武越生線が並行してきて複線のようになり、越生駅に着く。越生からログハウス風の駅舎を持つ明覚駅を過ぎ、八高線で駅間距離が8キロと最長の山間区間に入り、市街地に出たところで東武東上線を跨いで左にカーブし、小川町駅に着く。小川町駅は折り返し列車もある拠点駅である。
東武東上線を左に並走させながら再び2キロほどを複線のように走り、東上線が左に分かれて当線の上を跨ぐと、間もなく竹沢駅である。この辺りからは山村の風景が広がり、半径250メートルの曲線と20パーミルの勾配で標高150.6mの峠を越えて単式ホームの無人駅である折原駅を過ぎる。左カーブで鉢形城跡を右手に見たところから視界が開け、右カーブして荒川に架かる荒川橋梁を渡る。列車は再び半径300メートルの曲線で右にカーブすると、秩父鉄道の下をくぐって寄居駅に到着する。寄居駅は本路線と、東武東上線、秩父鉄道の乗換駅だが、竹沢駅手前で分かれた東上線は、当線とは反対方向の東側から駅に入り、同駅を起終点とする。当線と東上線ホームの間には秩父鉄道のホームがあり、寄居駅を出てしばらく右に秩父鉄道を並走させ、三たび複線のようにして走る。関東平野西端部を走ってきた本路線だが、寄居駅から終着駅の高崎までは西端部を離れ、完全に平野の中を走る。
用土駅・松久駅と、交換駅が単式ホーム化された無人駅を過ぎ、高崎駅からの折り返し列車もある児玉駅に到着する。次の丹荘駅はホーム左手に空き地が広がっているが、これは同駅を起点とし1986年に廃止された上武鉄道の線路跡である。丹荘駅を出て神流川を渡って群馬県に入る。次の群馬藤岡駅は人口7万人の藤岡市の中心駅である。上越新幹線と上信越自動車道の下を潜ると信号場から駅になった無人駅、単式ホームの北藤岡駅に到着する。同駅は実質的な高崎線との分岐点であり、同駅を出てすぐに複線の高崎線に乗り入れる。上り列車の場合は、同駅の600メートルほど手前で中線に入り、150メートルほど手前で高崎線下り線を横断する。烏川を上下別線で渡り、日本貨物鉄道（JR貨物）の基地などが近い2面4線の倉賀野駅に到着する。線路名称上は同駅が当線の起終点だが、全ての列車が次の高崎まで走り、切欠きホームの3番線に到着する。
なお高崎線は電化路線であるため架線が張られているが、当区間を走る八高線の列車は気動車のため、当然ながら架線は使用しない。高崎駅では八高線の列車のみが入線する3番線も電化されている。また前述のように電化に際して旧横田トンネルの天井が取り払われた結果、当線には全線を通してトンネルが一か所も存在しない。

## 駅一覧
電化区間（八王子駅 - 高麗川駅間）と非電化区間（高麗川駅 - 倉賀野駅間）とでは運転系統が完全に分離されているため、駅一覧表もそれぞれの区間に分けて記す。

### 八王子駅 - 高麗川駅間
- この区間は全区間電化。
- 全列車各駅停車（全駅に停車）。
- 全区間単線、全駅で列車交換が可能。

| 駅名       | 駅間 営業キロ | 累計 営業キロ | 接続路線                                                                                | 所在地 | 所在地          |
| ---------- | ------------- | ------------- | --------------------------------------------------------------------------------------- | ------ | --------------- |
| 八王子駅   | -             | 0.0           | 東日本旅客鉄道： 中央線 (JC 22)・ 横浜線 (JH 32) 京王電鉄： 京王線（京王八王子駅:KO34） | 東京都 | 八王子市        |
| 北八王子駅 | 3.1           | 3.1           |                                                                                         | 東京都 | 八王子市        |
| 小宮駅     | 2.0           | 5.1           |                                                                                         | 東京都 | 八王子市        |
| 拝島駅     | 4.8           | 9.9           | 東日本旅客鉄道： 青梅線・ 五日市線 (JC 55) 西武鉄道： 拝島線（SS36）                    | 東京都 | 昭島市          |
| 東福生駅   | 2.8           | 12.7          |                                                                                         | 東京都 | 福生市          |
| 箱根ケ崎駅 | 3.0           | 15.7          |                                                                                         | 東京都 | 西多摩郡 瑞穂町 |
| 金子駅     | 4.8           | 20.5          |                                                                                         | 埼玉県 | 入間市          |
| 東飯能駅   | 5.1           | 25.6          | 西武鉄道： 池袋線（SI27）                                                               | 埼玉県 | 飯能市          |
| 高麗川駅   | 5.5           | 31.1          | 東日本旅客鉄道：■川越線（一部川越駅まで直通運転）・■八高線（高崎方面）                  | 埼玉県 | 日高市          |

- 2022年度の時点で、JR東日本自社による乗車人員集計[66]の除外対象となる駅（完全な無人駅）は、東福生駅のみである。
- 東福生駅と箱根ケ崎駅の間で羽村市を通るが、駅は設置されていない。

### 高麗川駅 - 高崎駅間
便宜上、倉賀野側の全列車が乗り入れる高崎駅も合わせて記載する。なお、高崎線内にある貨物施設は省略する。
- 全列車普通列車（全駅に停車）。
- 線路 … ◇：単線（列車交換可）、｜：単線（列車交換不可）、∧：ここから下は複線（駅構内列車交換不可）、∥：複線（高崎線内）

| 電化状況 | 路線名 | 駅名       | 駅間 営業キロ | 累計 営業キロ | 累計 営業キロ                                                                                  | 接続路線・備考                                           | 線路 | 所在地 | 所在地        | 所在地        |
| 電化状況 | 路線名 | 駅名       | 駅間 営業キロ | 高麗川 から   | 八王子 から                                                                                    | 接続路線・備考                                           | 線路 | 所在地 | 所在地        | 所在地        |
| -------- | ------ | ---------- | ------------- | ------------- | ---------------------------------------------------------------------------------------------- | -------------------------------------------------------- | ---- | ------ | ------------- | ------------- |
| 電化     | 八高線 | 高麗川駅   | -             | 0.0           | 31.1                                                                                           | 東日本旅客鉄道：■八高線（八王子方面）・■川越線           | ◇    | 埼玉県 | 日高市        | 日高市        |
| 非電化   | 八高線 | 毛呂駅     | 5.8           | 5.8           | 36.9                                                                                           |                                                          | ◇    | 埼玉県 | 入間郡        | 毛呂山町      |
| 非電化   | 八高線 | 越生駅     | 2.7           | 8.5           | 39.6                                                                                           | 東武鉄道： 越生線（TJ-47）                               | ｜   | 埼玉県 | 入間郡        | 越生町        |
| 非電化   | 八高線 | 明覚駅     | 5.2           | 13.7          | 44.8                                                                                           |                                                          | ◇    | 埼玉県 | 比企郡        | ときがわ町    |
| 非電化   | 八高線 | 小川町駅   | 8.0           | 21.7          | 52.8                                                                                           | 東武鉄道： 東上線（TJ-33）                               | ◇    | 埼玉県 | 比企郡        | 小川町        |
| 非電化   | 八高線 | 竹沢駅     | 3.5           | 25.2          | 56.3                                                                                           |                                                          | ｜   | 埼玉県 | 比企郡        | 小川町        |
| 非電化   | 八高線 | 折原駅     | 4.0           | 29.2          | 60.3                                                                                           |                                                          | ｜   | 埼玉県 | 大里郡 寄居町 | 大里郡 寄居町 |
| 非電化   | 八高線 | 寄居駅     | 3.6           | 32.8          | 63.9                                                                                           | 東武鉄道： 東上線（TJ-39） 秩父鉄道：秩父本線（CR20）    | ◇    | 埼玉県 | 大里郡 寄居町 | 大里郡 寄居町 |
| 非電化   | 八高線 | 用土駅     | 4.5           | 37.3          | 68.4                                                                                           |                                                          | ｜   | 埼玉県 | 大里郡 寄居町 | 大里郡 寄居町 |
| 非電化   | 八高線 | 松久駅     | 2.7           | 40.0          | 71.1                                                                                           |                                                          | ｜   | 埼玉県 | 児玉郡 美里町 | 児玉郡 美里町 |
| 非電化   | 八高線 | 児玉駅     | 4.8           | 44.8          | 75.9                                                                                           |                                                          | ◇    | 埼玉県 | 本庄市        | 本庄市        |
| 非電化   | 八高線 | 丹荘駅     | 4.1           | 48.9          | 80.0                                                                                           |                                                          | ｜   | 埼玉県 | 児玉郡 神川町 | 児玉郡 神川町 |
| 非電化   | 八高線 | 群馬藤岡駅 | 4.7           | 53.6          | 84.7                                                                                           |                                                          | ◇    | 群馬県 | 藤岡市        | 藤岡市        |
| 非電化   | 八高線 | 北藤岡駅   | 3.7           | 57.3          | 88.4                                                                                           | （駅構内で高崎線へ合流するが、高崎線には乗降設備がない） | ∧    | 群馬県 | 藤岡市        | 藤岡市        |
| 電化     | 八高線 | 倉賀野駅   | 3.6           | 60.9          | 92.0                                                                                           | 東日本旅客鉄道：■高崎線（東京・新宿方面）                | ∥    | 群馬県 | 高崎市        | 高崎市        |
| 電化     | 高崎線 | 倉賀野駅   | 3.6           | 60.9          | 92.0                                                                                           | 東日本旅客鉄道：■高崎線（東京・新宿方面）                | ∥    | 群馬県 | 高崎市        | 高崎市        |
| 電化     | 高崎駅 | 4.4        | 65.3          | 96.4          | 東日本旅客鉄道： 上越新幹線・北陸新幹線・■信越本線・■上越線・■両毛線・■吾妻線 上信電鉄：上信線 | ∥                                                        |      | 群馬県 | 高崎市        | 高崎市        |

1. ↑  湘南新宿ライン・上野東京ラインを含む
2. 1 2  両毛線は上越線新前橋駅が正式な起終点だが、運転系統上は全列車が高崎駅に乗り入れる。吾妻線は上越線渋川駅が起終点だが、一部列車が高崎駅に乗り入れる。

- 2022年度の時点で、JR東日本自社による乗車人員集計[68]の対象駅は、高麗川駅・毛呂駅・小川町駅・寄居駅・群馬藤岡駅・倉賀野駅・高崎駅である（小川町駅と寄居駅は他社に駅業務を委託）。それ以外の駅は完全な無人駅（年度内に無人となった駅を含む）のため集計対象から外されている。
- 高麗川駅と毛呂駅の間で坂戸市を、また寄居駅と用土駅の間で深谷市を通るが、いずれも駅は設置されていない。

### 廃止停留場・信号場
- 南昭和仮乗降車場：小宮駅 - 拝島駅間（1944年開設 - 時期不詳・廃止）[69]
- 小野信号場：北藤岡駅 - 倉賀野駅間（八王子起点 88.5km 北藤岡駅に併合）

### 過去の接続路線
- 丹荘駅：上武鉄道（1986年〈昭和61年〉12月31日廃止）

## 平均通過人員
各年度の平均通過人員（人/日）は以下のとおりである。
| 年度                   | 平均通過人員（人/日） | 平均通過人員（人/日） | 平均通過人員（人/日） | 平均通過人員（人/日） | 出典   |
| 年度                   | 全線                  | 八王子 - 拝島         | 拝島 - 高麗川         | 高麗川 - 倉賀野       | 出典   |
| ---------------------- | --------------------- | --------------------- | --------------------- | --------------------- | ------ |
| 2010年度（平成22年度） | 8,286                 | 19,029                | 19,029                | 2,800                 | [ 70 ] |
| 2011年度（平成23年度） | 8,175                 | 28,769                | 14,244                | 2,721                 | [ 71 ] |
| 2012年度（平成24年度） | 8,361                 | 29,533                | 14,581                | 2,753                 | [ 71 ] |
| 2013年度（平成25年度） | 8,610                 | 30,388                | 14,895                | 2,881                 | [ 71 ] |
| 2014年度（平成26年度） | 8,680                 | 31,006                | 14,892                | 2,888                 | [ 71 ] |
| 2015年度（平成25年度） | 8,941                 | 31,823                | 15,293                | 3,010                 | [ 71 ] |
| 2016年度（平成28年度） | 8,892                 | 31,851                | 15,124                | 2,990                 | [ 72 ] |
| 2017年度（平成29年度） | 9,021                 | 32,105                | 15,242                | 3,103                 | [ 72 ] |
| 2018年度（平成30年度） | 9,338                 | 32,303                | 15,690                | 3,393                 | [ 72 ] |
| 2019年度（令和元年度） | 8,913                 | 31,705                | 15,275                | 2,994                 | [ 72 ] |
| 2020年度（令和02年度） | 5,904                 | 22,689                | 10,220                | 1,672                 | [ 72 ] |
| 2021年度（令和03年度） | 6,706                 | 24,574                | 11,712                | 2,037                 | [ 73 ] |
| 2022年度（令和04年度） | 7,485                 | 26,887                | 13,061                | 2,389                 | [ 73 ] |
| 2023年度（令和05年度） | 8,121                 | 28,460                | 14,046                | 2,753                 | [ 74 ] |